# Schematron
Schematron — язык разметки, предназначенный для проверки правильности содержимого XML документов, основанный на правилах, использует XPath и генерацию XSLT. Стандарт ISO/IEC 19757-3:2006.
Так как современные форматы офисных документов представлены в виде XML, в настоящее время становится возможным использовать технологию Schematron для проверки правильности заполнения отчётов и прочей документации.